# 内山靖崇
内山 靖崇（うちやま やすたか、1992年8月5日 - ）は、日本の男子プロテニス選手。北海道札幌市出身。ATPツアーでダブルス1勝。ランキング自己最高位はシングルス78位、ダブルス102位。身長183cm。右利き、バックハンド・ストロークは両手打ち。北日本物産テニス部 → 積水化学工業所属。青森山田高等学校出身。

## 選手経歴

### ジュニア時代
小学2年からテニスを始める。中1から錦織圭と同じくIMGニック・ボロテリー・テニスアカデミーに留学。

### 2010年 フューチャーズ初優勝
2010年から拠点を東京に移す。4月、日本F4フューチャーズ優勝。10月、世界スーパージュニアテニス選手権大会でシングルス、ダブルスの2冠を達成。年間最終ランキングは644位。

### 2011年 プロ転向
2011年にプロ転向。5月、イタリアF10フューチャーズダブルス優勝。10月、オーストラリアF10フューチャーズ優勝。年間最終ランキングは443位。

### 2012年 トップ400入り
3月、日本F1フューチャーズ優勝。4月、日本F4フューチャーズ優勝。年間最終ランキングは400位。

### 2013年 デビス杯初出場
国別対抗戦のデビスカップインドネシア戦でデビスカップ日本代表デビュー。11月、タイF4フューチャーズ優勝。年間最終ランキングは283位。

### 2014年 デビス杯ベスト8
1月、デニス・クドラとダブルスを組み、マイアミ・チャレンジャーで優勝。自身初のATPチャレンジャーツアーでの優勝。同月に行われたデビスカップワールドグループ1回戦、カナダ戦では、錦織圭と組んだダブルスにおいてネスター/ダンチェビッチ組を6-3, 7-6(3), 4-6, 6-4で破り、現行の16ヶ国で行われるワールドグループ制以降、日本初のベスト8進出に貢献した。11月、松井俊英とペアを組み、ダンロップワールドチャレンジテニストーナメントで優勝。年間最終ランキングは293位。

### 2015年 全日本選手権初優勝
9月、デビスカップ日本代表に招集。西岡良仁とダブルスを組んで試合に敗れたが、チームはコロンビアに勝利して残留を決めた。
11月、第2シードとして出場した全日本テニス選手権男子シングルスにおいて、6度目の出場で初の決勝進出。決勝では添田豪を7-6(6)、6-4のストレートで破り大会初優勝を果たした。年間最終ランキングは251位。

### 2016年
3月、デビスカップ2016ではイギリスと対戦。2日目のダブルスに西岡と出場したが、ジェイミー・マリーとアンディ・マリー兄弟に敗れた。年間最終ランキングは233位。

### 2017年 ツアーダブルス初優勝
2月、デビスカップ2017ではフランスと対戦。ダブルスに杉田祐一と出場したが、世界ランク1,2位のエルベール/マユ組に敗れたがシングルスの最後の試合で、デッドラバーではあったが、ピエール＝ユーグ・エルベールに6-4, 6-4で勝利し、自身のシングルスでのワールドグループ初勝利を上げた。2月の島津全日本室内テニス選手権大会ではノーシードから決勝進出、決勝でブラジュ・カウチッチに6-3, 6-4で勝利し、シングルスでのチャレンジャーツアー初優勝を果たす。
10月の楽天ジャパン・オープンはワイルドカードで出場。1回戦でフランク・シュクゴールを6-3, 3-6, 6-1で降し、ATPツアーの本戦で初勝利を挙げた。マクラクラン勉とのペアで出場したダブルスでは準々決勝で第1シードのジャン＝ジュリアン・ロジェ/ホリア・テカウ組に7-6(2), 7-6(3)で勝利する番狂わせを演じるなど快進撃を見せ、ATPツアーで初の決勝進出、決勝で第2シードのジェイミー・マリー/ブルーノ・ソアレス組に6-4, 7-6(1)で勝利し、ツアー初優勝を果たす。日本ペアのATPツアー優勝は、2005年のジャパン・オープンでの岩渕聡/鈴木貴男ペア以来12年ぶりである。年間最終ランキングは221位。

### 2018年 グランドスラムダブルス初出場
ウィンブルドンで、アンドレイ・ベゲマンとのペアでダブルス予選を突破し、グランドスラム本戦初出場を果たす。本戦は1回戦で、第11シードのパブロ・クエバス/マルセル・グラノリェルス組から第3セットを奪うも敗れた。年間最終ランキングは185位。

### 2019年 トップ100入り
年初のブリスベン国際において予選から勝ち上がり、自身初のATPツアーベスト8に進出する。

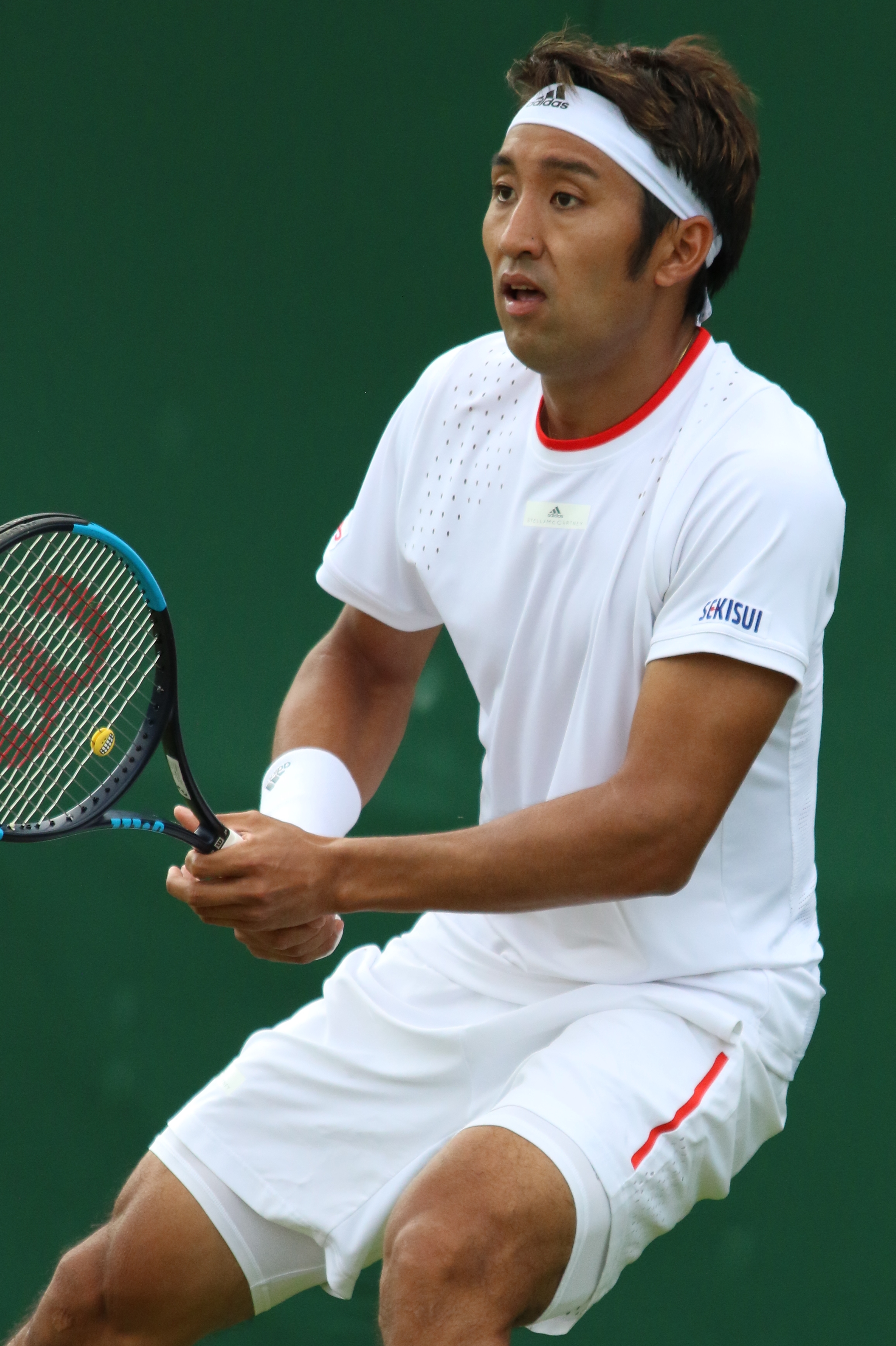
2019年ウィンブルドン選手権での内山靖崇

ウィンブルドンで予選を突破し、15回目の挑戦でシングルスでのグランドスラム本戦初出場を果たす。本戦は1回戦でテニーズ・サンドグレンに敗れた。楽天ジャパン・オープンはワイルドカードで予選から出場。予選を突破し、本戦では1回戦で第4シードのブノワ・ペール、2回戦でラドゥ・アルボットに勝利し、シングルスではATPツアーベスト8進出。準々決勝でライリー・オペルカに敗れた。10月の寧波チャレンジャーで優勝、10月21日付のランキングで87位となりトップ100入りを果たす。年間最終ランキングは81位。

### 2020年
6月5日よりYouTubeにて、自身のチャンネルうっちー教室を開設し、テニスの動画レッスンを開始した。
現役選手として異例ながら、9月に自らの名を冠したテニス大会「Uchiyama Cup」を故郷の札幌で開催・運営することを発表。年間最終ランキングは104位。

### 2021年 マスターズ本戦初勝利

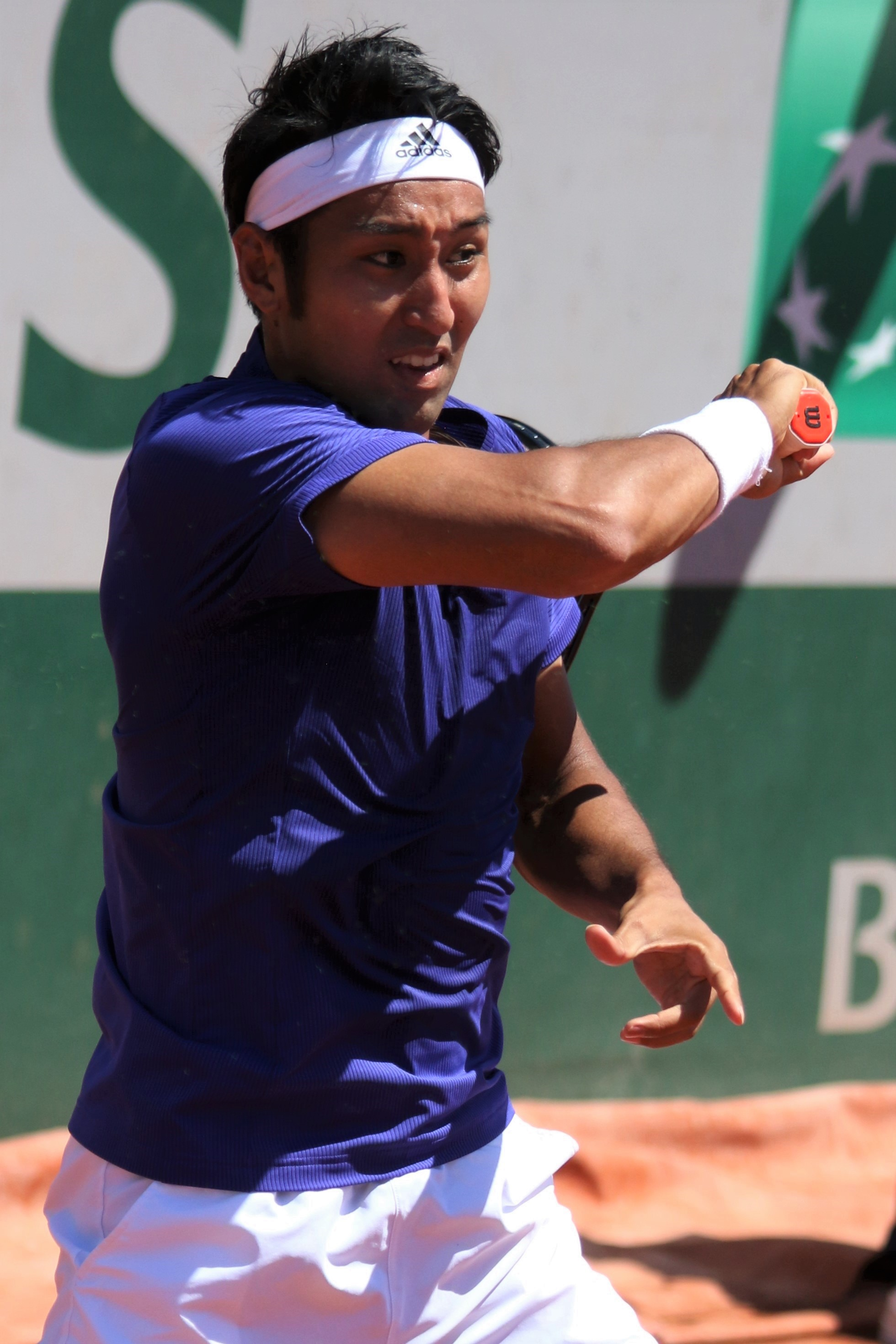
2021年全仏オープンでの内山靖崇

全豪オープンでは2年連続本戦ストレートイン。1回戦では第29シードのウゴ・アンベールに初戦敗退となり、本戦初勝利を挙げられなかったが、3月のマイアミ・オープンでは1回戦でサルバトーレ・カルーソを6-3, 6-4のストレートで破り、ATPマスターズ1000本戦初勝利を挙げた。2回戦ではディエゴ・シュワルツマンに3-6, 3-6のストレートで敗退した。年間最終ランキングは203位。

### 2022年
2022年12月3日、アナウンサーの森田美礼と結婚したことを発表した。年間最終ランキングは320位。

### 2023年 チャレンジャーダブルス4勝目

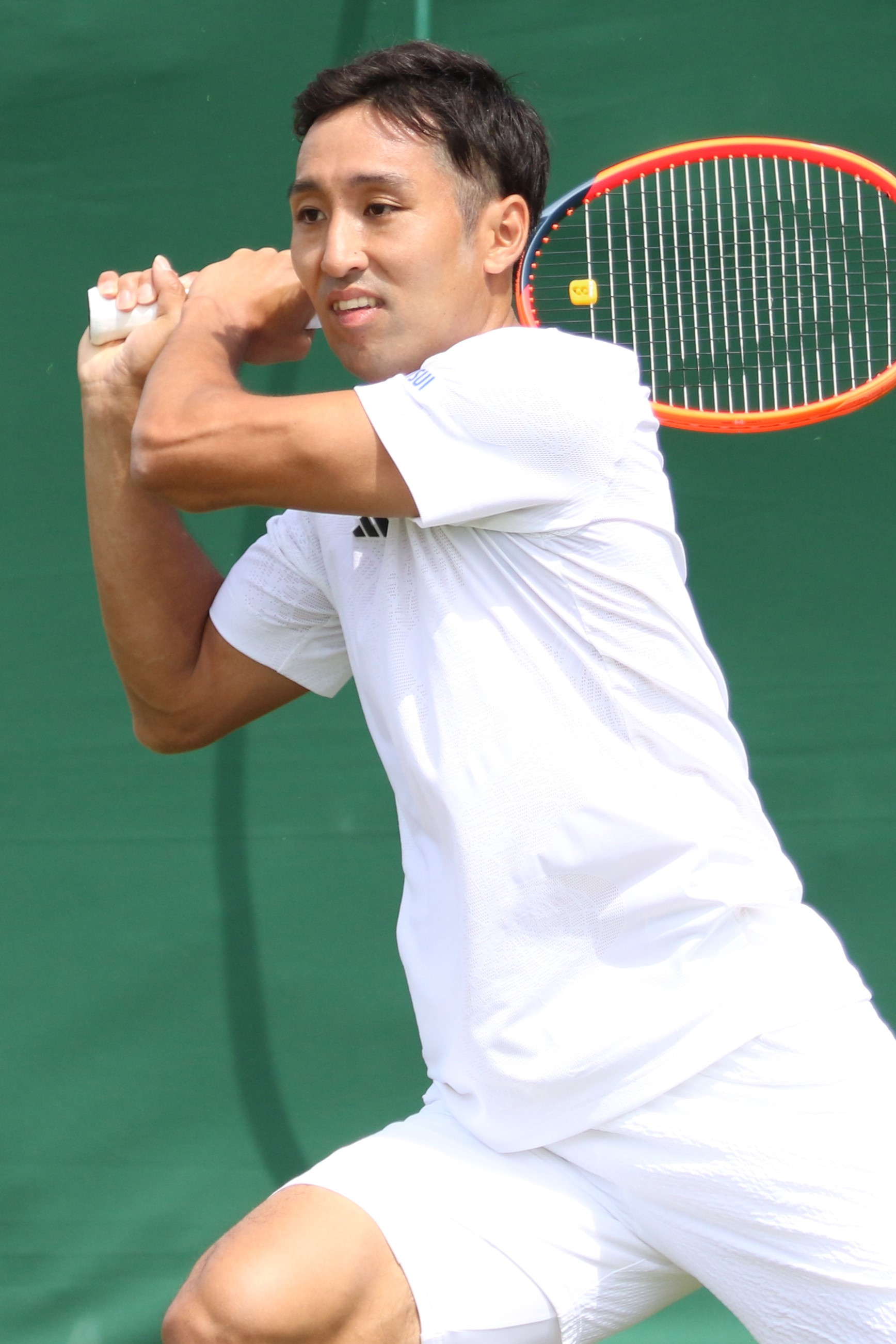
2023年ウィンブルドン選手権での内山靖崇

4月、ソウル・オープン・チャレンジャーでは準々決勝でデニス・クドラを6-3, 4-6, 6-1で下してベスト4進出を果たした。マックス・パーセルと組んだダブルスでは優勝して、ATPチャレンジャーツアーダブルス4勝目を挙げた。11月の慶應チャレンジャーでもベスト4進出をする。年間最終ランキングは269位。

### 2024年 チャレンジャー7勝目
4月、プサン・オープン・チャレンジャーでは約5年ぶりにATPチャレンジャーツアーを制覇し、さらに8月の国際チャレンジャー張家港でも優勝し、チャレンジャー7勝目を挙げた。
9月、杭州オープンでは予選を通過し、本戦1回戦ではラッキールーザーのジェームズ・マッケイブを6-4, 6-4のストレートで破り初戦突破を果たすとともに、ATPツアーでは約3年ぶりの白星を飾った。更に2回戦では第1シードのホルガ・ルーネに7–5, 6–4で勝利し、ATPツアーで5年ぶり3回目となるベスト8進出、準々決勝で元世界ランキング3位のマリン・チリッチに2–6, 7–6(4), 6–7(5)で敗れた。年間最終ランキングは146位。

### 2025年
2月、2025年デビスカップファイナル予選1回戦ではダニエル太郎に代わり、デビスカップ日本代表としてデビスカップイギリス代表と対決することとなった。第1試合では西岡良仁がビリー・ハリスを7-5, 6-1のストレートで勝利し、日本は先手1勝を挙げる。第2試合では錦織圭がジェイコブ・ファーンリーに3-6, 3-6のストレートで敗れ、1対1のイーブンとなる。第3試合では綿貫陽介/柚木武組とジョー・ソールズベリー/ニール・スクプスキ組の対決となる。日本はイギリスのダブルス世界ランキング1位経験者ペアとの熱戦の末、6-7(3), 6-7(4)のストレートで敗退し、1勝2敗の崖っぷりとなるも、第4試合では西岡がファーンリーを6-3, 7-6(0)のストレートで破る活躍で2勝2敗のイーブンに戻る。第5試合では日本のエース錦織がハリスを6-2, 6-3のストレートで下すとともに、日本は3勝2敗で勝利を決め、ファイナル予選2回戦進出を果たした。

## ATPツアー決勝進出結果

### ダブルス: 1回 (1勝0敗)
| 大会グレード                            |
| グランドスラム (0-0)                    |
| ATPワールドツアー・ファイナル (0-0)     |
| ATPワールドツアー・マスターズ1000 (0-0) |
| ATPワールドツアー・500シリーズ (1-0)    |
| ATPワールドツアー・250シリーズ (0–0)    |

| サーフェス別タイトル |
| ハード (1–0)         |
| クレー (0–0)         |
| 芝 (0-0)             |
| カーペット (0-0)     |

| 結果 | No. | 決勝日        | 大会 | サーフェス | パートナー     | 対戦相手                              | スコア        |
| ---- | --- | ------------- | ---- | ---------- | -------------- | ------------------------------------- | ------------- |
| 優勝 | 1.  | 2017年10月8日 | 東京 | ハード     | マクラクラン勉 | ジェイミー・マリー ブルーノ・ソアレス | 6-4, 7-6(7-1) |

## 成績
略語の説明
| W | F | SF | QF | #R | RR | Q# | LQ | A | Z# | PO | G | S | B | NMS | P | NH |

W=優勝, F=準優勝, SF=ベスト4, QF=ベスト8, #R=#回戦敗退, RR=ラウンドロビン敗退, Q#=予選#回戦敗退, LQ=予選敗退, A=大会不参加, Z#=デビスカップ/BJKカップ地域ゾーン, PO=デビスカップ/BJKカッププレーオフ, G=オリンピック金メダル, S=オリンピック銀メダル, B=オリンピック銅メダル, NMS=マスターズシリーズから降格, P=開催延期, NH=開催なし.
| 大会           | 2014 | 2015 | 2016 | 2017 | 2018 | 2019 | 2020 | 2021 | 2022 | 2023 | 2024 | 2025 | 通算成績 |
| -------------- | ---- | ---- | ---- | ---- | ---- | ---- | ---- | ---- | ---- | ---- | ---- | ---- | -------- |
| 全豪オープン   | LQ   | A    | LQ   | LQ   | LQ   | LQ   | 1R   | 1R   | LQ   | A    | A    | LQ   | 0–2      |
| 全仏オープン   | A    | A    | A    | LQ   | LQ   | LQ   | 1R   | 1R   | A    | A    | LQ   | LQ   | 0–2      |
| ウィンブルドン | LQ   | A    | A    | LQ   | LQ   | 1R   | NH   | 1R   | A    | LQ   | LQ   | LQ   | 0–2      |
| 全米オープン   | LQ   | LQ   | A    | LQ   | A    | LQ   | 1R   | LQ   | A    | A    | LQ   |      | 0–1      |

### 大会最高成績
| 大会                 | 成績 | 年       |
| -------------------- | ---- | -------- |
| ATPファイナルズ      | A    | 出場なし |
| インディアンウェルズ | Q2   | 2025     |
| マイアミ             | 2R   | 2021     |
| モンテカルロ         | A    | 出場なし |
| マドリード           | A    | 出場なし |
| ローマ               | Q1   | 2020     |
| カナダ               | A    | 出場なし |
| シンシナティ         | Q2   | 2020     |
| 上海                 | Q2   | 2023     |
| パリ                 | A    | 出場なし |
| オリンピック         | A    | 出場なし |
| デビスカップ         | QF   | 2014     |

## ATPチャレンジャーツアー・ITFワールドテニスツアー決勝
| フューチャーズ(8) |
| チャレンジャー(5) |

### シングルス
| No. | 年月日         | 大会                            | サーフェス        | 対戦相手               | 試合結果      |
| --- | -------------- | ------------------------------- | ----------------- | ---------------------- | ------------- |
| 1.  | 2010年4月11日  | 筑波F4フューチャーズ            | ハード            | 関口周一               | 7-5, 6-1      |
| 2.  | 2011年11月30日 | オーストラリアF10フューチャーズ | ハード            | 守屋宏紀               | 7-6, 6-4      |
| 3.  | 2012年3月18日  | 亜細亜F1フューチャーズ          | ハード            | 近藤大生               | 6-2, 7-6      |
| 4.  | 2012年4月8日   | 筑波F4フューチャーズ            | ハード            | L・フアン              | 7-5, 6-4      |
| 5.  | 2013年11月30日 | タイF4フューチャーズ            | ハード            | ルーク・サビル         | 6-1, 3-6, 6-1 |
| 6.  | 2015年4月4日   | 筑波F4フューチャーズ            | ハード            | 仁木拓人               | 6-1, 6-2      |
| 7.  | 2015年6月22日  | ブルガリア F2フューチャーズ     | クレー            | ディミタル・クズマノフ | 5-7, 6-4, 6-2 |
| 8.  | 2015年6月28日  | 札幌F8フューチャーズ            | クレー            | 片山翔                 | 6-2, 6-3      |
| 1.  | 2017年2月26日  | 京都チャレンジャー              | カーペット (室内) | ブラジュ・カウチッチ   | 6–3, 6–4      |
| 2.  | 2018年3月4日   | 横浜チャレンジャー              | ハード            | 伊藤竜馬               | 2–6, 6–3, 6–4 |
| 3.  | 2018年9月9日   | 張家港チャレンジャー            | ハード            | ジェイソン・ジュン     | 6–2, 6–2      |
| 4.  | 2019年9月15日  | 上海チャレンジャー              | ハード            | ディー・ウー           | 6–4, 7–6(4)   |
| 5.  | 2019年10月20日 | 寧波チャレンジャー              | ハード            | スティーブン・ディエズ | 6–1, 6–3      |

### ダブルス
| No. | 年月日         | 大会                      | サーフェス | パートナー         | 対戦相手                                      | 試合結果         |
| --- | -------------- | ------------------------- | ---------- | ------------------ | --------------------------------------------- | ---------------- |
| 1.  | 2012年1月30日  | ドイツF4フューチャーズ    | 芝         | 守屋宏紀           | マルコ/ジョージ                               | 7-6, 6-3         |
| 2.  | 2012年5月21日  | イタリアF10フューチャーズ | クレー     | ラドゥ・アルボット | 守屋宏紀/関口周一                             | 7-6, 6-3         |
| 3.  | 2012年6月19日  | 昭和の森F6フューチャーズ  | 芝         | 田川翔太           | 吉備裕也／綿貫裕介                            | 6-2, 6-3         |
| 4.  | 2013年1月22日  | トルコF1フューチャーズ    | ハード     | 小ノ澤新           | 井藤祐一／仁木拓人                            | 7-6, 6-2         |
| 5.  | 2013年4月28日  | 中国F3フューチャーズ      | 芝         | 守屋宏紀           | ブライダン・クライン/ジョーズ・スタッタム     | 2-6, 6-4, [10-6] |
| 6.  | 2013年6月8日   | グアムF1フューチャーズ    | ハード     | 佐藤文平           | 関口周一/J・オブリ                            | 6-3, 6-3         |
| 7.  | 2014年1月26日  | マウイチャレンジャー      | ハード     | デニス・クドラ     | ダニエル・コサコウスキー ニコラス・マイスター | 6-3, 6-2         |
| 8.  | 2014年6月29日  | 札幌F8フューチャーズ      | クレー     | 鈴木貴男           | 仁木拓人/小ノ澤新                             | 6-2, 7-6         |
| 9.  | 2014年11月23日 | 豊田チャレンジャー        | カーペット | 松井俊英           | 佐藤文平 楊宗樺                               | 7-6(6), 6-2      |

## デビスカップ
| 年     | ステージ                     | オーダー                   | 対戦国                   | 対戦相手                                        | スコア                       |
| ------ | ---------------------------- | -------------------------- | ------------------------ | ----------------------------------------------- | ---------------------------- |
| 2013年 | アジア・オセアニア・1回戦    | ダブルス (伊藤竜馬)        | インドネシア             | クリストファー・ルンカット エルバート・シー     | 6-4, 5-7, 2-6, 7-5, 6-2      |
| 2013年 | アジア・オセアニア・1回戦    | シングルス5                | インドネシア             | ウィスヌアディ・ヌグロホ                        | 6-1, 6-3                     |
| 2013年 | アジア・オセアニア・2回戦    | ダブルス (守屋宏紀)        | 韓国                     | ナム・ジソン イム・ヨンギュ                     | 5-7, 1-6, 4-6                |
| 2014年 | ワールドグループ・1回戦      | ダブルス (錦織圭)          | カナダ                   | ダニエル・ネスター フランク・ダンチェビッチ     | 6-3, 7-6(7-3), 4-6, 6-4      |
| 2014年 | ワールドグループ・準々決勝   | ダブルス (伊藤竜馬)        | チェコ                   | ラデク・ステパネク ルカシュ・ロソル             | 4-6, 4-6, 4-6                |
| 2014年 | ワールドグループ・準々決勝   | シングルス4 (デッドラバー) | チェコ                   | ルカシュ・ロソル                                | 3-6, 6-3, 4-6                |
| 2015年 | ワールドグループ・1回戦      | ダブルス (添田豪)          | カナダ                   | ダニエル・ネスター バセク・ポスピシル           | 5-7, 6-2, 3-6, 6-3, 3-6      |
| 2015年 | ワールドグループ・プレーオフ | ダブルス (西岡良仁)        | コロンビア               | フアン・セバスティアン・カバル ロベルト・ファラ | 7-6(7-4), 2-6, 3-6, 2-6      |
| 2016年 | ワールドグループ・1回戦      | ダブルス (西岡良仁)        | イギリス                 | アンディ・マリー ジェイミー・マリー             | 3-6, 2-6, 4-6                |
| 2017年 | ワールドグループ・1回戦      | ダブルス (杉田祐一)        | フランス                 | ピエール＝ユーグ・エルベール ニコラ・マユ       | 3-6, 4-6, 4-6                |
| 2017年 | ワールドグループ・1回戦      | シングルス5 (デッドラバー) | フランス                 | ピエール＝ユーグ・エルベール                    | 6-4, 6-4                     |
| 2017年 | ワールドグループ・プレーオフ | ダブルス (マクラクラン勉)  | ブラジル                 | マルセロ・メロ ブルーノ・ソアレス               | 6-7(2-7), 4-6, 2-6           |
| 2018年 | ワールドグループ・1回戦      | ダブルス (マクラクラン勉)  | イタリア                 | シモーネ・ボレッリ ファビオ・フォニーニ         | 5-7, 7-6(7-4), 6-7(3-7), 5-7 |
| 2018年 | ワールドグループ・プレーオフ | ダブルス (マクラクラン勉)  | ボスニア・ヘルツェゴビナ | トミスラフ・ブルキッチ ネルマン・ファティッチ   | 6-2, 6-4, 6-4                |
| 2019年 | 予選ラウンド                 | ダブルス (マクラクラン勉)  | 中華人民共和国           | 公茂鑫 張擇                                     | 7-5, 5-7, 4-6                |
| 2019年 | 決勝グループステージ         | シングルス1                | フランス                 | ジョー＝ウィルフリード・ツォンガ                | 2-6, 1-6                     |
| 2019年 | 決勝グループステージ         | ダブルス (マクラクラン勉)  | フランス                 | ピエール＝ユーグ・エルベール ニコラ・マユ       | 7-6(7-4), 4-6, 5-7           |
| 2019年 | 決勝グループステージ         | ダブルス (マクラクラン勉)  | セルビア                 | ヤンコ・ティプサレビッチ ビクトル・トロイツキ   | 6-7(5-7), 6-7(4-7)           |